# Silvia Corzo
Silvia Milena Corzo Pinto (Bucaramanga, 30 ottobre 1973) è un avvocato, giornalista e conduttrice televisiva colombiana.

## Biografia
Silvia è laureata in diritto all'Università autonoma di Bucaramanga. Ha condotto un programma alla radio dell'Università industriale di Santander. Ha laborato anche alla Televisión Regional del Oriente (canale locale di Bucaramanga) e ha presentato il telegiornale Noticiero del Pacífico sul canale regionale Telepacífico. Dal 16 dicembre 2002 conduce il telegiornale Caracol Noticias, sulla rete nazionale privata Caracol TV. Lei ha curato anche la sezione di salute e benessere dello stesso programma. Dal giugno 2007, Corzo anche conduce, con Manuel Teodoro, il giornalistico Séptimo día.